# Résistance intérieure aux Pays-Bas

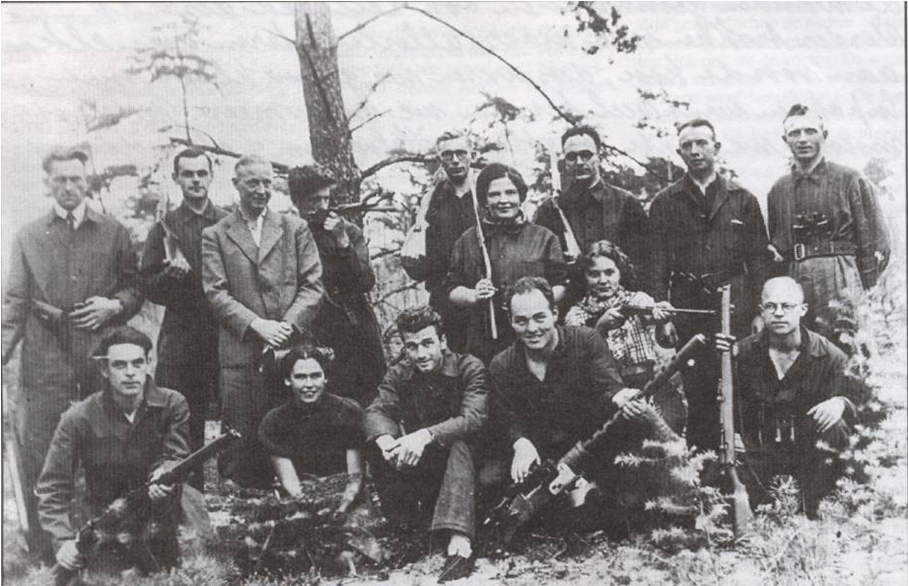
Groupe de résistants néerlandais.

La résistance intérieure aux Pays-Bas à l'occupation nazie durant la Seconde Guerre mondiale s'est mise en place progressivement pendant le conflit ; ses services de renseignement, l'organisation du sabotage dans le pays, et les réseaux de communication mis en place ont fourni un soutien essentiel aux Forces Alliées à partir de 1944. Cette résistance s'est poursuivie jusqu'à la complète libération des Pays-Bas. Certains membres de la Résistance sont restés célèbres depuis, et divers hommages ont été rendus à ceux démasqués et condamnés à mort par les Allemands.

## Principaux actes de résistance aux Pays-Bas
- La grève de février 1941 à Amsterdam, considérée comme le premier acte de résistance aux Pays-Bas
- Soutien à l'opération Market Garden en septembre 1944 (accueil et protection des soldats américains et britanniques parachutés).

## Personnalités de la résistance aux Pays-Bas
- Willem Arondeus
- Frieda Belinfante
- Captain Boers
- Corrie ten Boom
- Wieke Bosch
- Hendrik Brugmans
- Jack van der Geest
- Titus Brandsma
- Sally Dormits
- Hendrika Gerritsen
- Frans Goedhart, fondateur de Het Parool
- Daan Goulooze
- Anna Griese-Goudkuil
- Paul Guermonprez
- Paul de Groot
- Erik Hazelhoff Roelfzema
- Jan van Hoof
- Bernardus IJzerdraat
- Gerrit Kastein
- Anton de Kom
- Helena Kuipers-Rietberg
- George Maduro
- Allard Oosterhuis
- Freddie Oversteegen
- Jaap Penraat
- Henri Pieck
- Henriëtte Pimentel
- Marion Pritchard
- Johannes Post et son frère Marinus Post
- Robert Regout
- Hannie Schaft, « la fille aux cheveux roux »
- Pierre Schunck du mouvement de résistance Valkenburg
- Henk Sneevliet
- Han Stijkel
- Bram van der Stok
- Tina Strobos
- Gerrit van der Veen
- Hanna Van de Voort
- Riet van Grunsven
- Koos Vorrink
- Gerben Wagenaar
- Walraven van Hall et son frère Gijs van Hall
- Johanna Bakker, Dionisius Bakker et Edouard von Baumhauer, Justes parmi les Nations, ont caché des Juifs et des résistants.
- Ida Veldhuyzen van Zanten

## Représentation dans l'art

### Cinéma
- Le Choix du destin de Paul Verhoeven (1977),
- Black Book de Paul Verhoeven (2006),
- Oorlogswinter (Winter in Wartime ) de Martin Koolhoven (2010),
- Le Banquier de la Résistance de Joram Lürsen (2018).